# Альмада, Дерлис
Дерли́с Йова́нни Альма́да То́ррес (исп. Derlis Yhovanni Almada Torres; род. 14 февраля 2008 года в Луке, Парагвай) — парагвайский футболист, нападающий клуба «Либертад».

## Клубная карьера
Дерлис является воспитанником клуба «Либертад». Его дебют в составе «лос репольерос» состоялся 9 марта 2025 года в матче парагвайской Апертуры против клуба «Спортиво Триниденсе»: нападающий вышел на поле на 87-й минуте, заменив Томаса Гутьерреса.

## Международная карьера
Дерлис был частью юношеской сборной Парагвая (до 15 лет), ставшей победителем чемпионата Южной Америки в 2024 году. На этом турнире он провёл 4 матча подряд, от предпоследней игры группового этапа до финала с эквадорцами. В 2025 году нападающий защищал цвета юношеской сборной Парагвая (до 17 лет) и в её составе также принимал участие на чемпионате Южной Америки, отыграв там 6 встреч.

## Достижения
«Либертад»
- Чемпион Парагвая (1): 2025 (Апертура)

Сборная Парагвая (до 15 лет)
- Чемпион Южной Америки (до 15 лет) (1): 2024